# Lleó III Dadiani
Lleó III Dadiani (Shaman Daula) va ser mthavari  de Mingrèlia del 1661 al 1681. Era fill de Iesse Dadiani i net de Mamuka I Dadiani i va ser col·locat al tron pel rei Vakhtang V de Kartli el 1661. Lleó es va casar també amb Tinatina, filla d'Alexandre III d'Imerècia. Va morir el 1681 i el va succeir el seu fill Lleó IV Dadiani.
Casat amb Thamar el 1660 i divorciat forçós el 1663 i casat altra vegada amb ella el 1678 (Thamar fou la tercera dona de Bagrat IV d'Imerècia el 1663 i després si va tornar a casar el 1679; es va casar per cinquena vegada amb Jordi III Gurieli de Gúria. Va morir el 1683. Era filla de Constantí I Mukhrani-batoni, setè príncep de Mukhran).
Lleó III es va revoltar aviat contra el rei d'Imerècia Bagrat el Cec. Després d'un temps de lluita Lleó va ser fet presoner. Per posar fi a les lluites els senyors van declarar divorciat a Lleó i a la seva dona Thamar i van casar a aquesta amb el rei, i a Lleó amb la germana del rei (que era l'amant de Lleó). Això va restablir la pau per un temps però al cap de quatre anys la guerra va tornar a començar, ara per posseir a Thamar, dona de gran bellesa, a lo que es va afegir el mthavari de Gúria que també n'estava enamorat i la volia per ell. Bagrat va guanyar i finalment es va fer la pau. El 1672 Jordi Gurieli, de Gúria, es va revoltar per obtenir a Thamar i la va aconseguir amb ajuda turca, però finalment Bagrat i Jordi es van reconciliar i la filla de Thamar, Daredjan, es va casar amb Jordi. El 1678 Lleó III Dadiani es va revoltar i va cridar al tron d'Imerècia a Artxil (Shah Nazar Khan). Thamar fou amagada a la fortalesa de Skanda, però Artxil la va ocupar i va entregar Thamar al seu aliat Lleó. Llavors Jordi Gurieli es va aixecar per Bagrat i amb ajuda turca va atacar Artxil que va fugir a Ratxa, i Bagrat fou proclamat rei, entrant a Mingrèlia i derrotant Lleó i es va tornar a casar amb Thamar (1579). El 1681 següent moriren Lleó i Bagrat i a aquest últim el va succeir el seu fill Alexandre IV, deposat ràpidament per Jordi Gurieli que es va tornar a casar amb Thamar fins que va ser deposat pel rei Jordi de Kartli el 1683. Thamar va ser enviada a Mingrèlia, on va morir poc després.